# Nova (Plattenlabel)
Nova war ein Plattenlabel des staatlichen DDR-Tonträgerproduzenten VEB Deutsche Schallplatten Berlin für Neue Musik. 
Innerhalb Eterna (Plattenlabel) wurde in den 1960er Jahren in einer eigenständigen Reihe Unsere neue Musik die angesagten Werke zeitgenössischer Komponisten hörbar gemacht. Künstler waren neben Paul Dessau und Hanns Eisler auch Johannes Paul Thilman, Ernst Hermann Meyer, Fidelio F. Finke, Wilhelm Weismann, Gerhard Wohlgemuth, Gerhard Rosenfeld und Siegfried Matthus. Von 1969 an datiert dann die eigenständige Schallplatten-Edition für die zeitgenössische Musik in der DDR unter dem Namen NOVA. Bis zur Einstellung der NOVA-Reihe im Jahr 1989 folgten noch zahlreiche hochwertige Aufnahmen mit namhaften Interpreten für die zeitgenössische Musik in der DDR.
Platten des Labels NOVA kosteten 10,10 Mark der DDR.